# Pflegeberufereformgesetz
Das Pflegeberufereformgesetz ist ein deutsches Änderungsgesetz (Mantelgesetz), das am 17. Juli 2017 erlassen wurde. Es enthält das neue Pflegeberufegesetz (für Pflegeausbildungen ab 2020) und Änderungen in davon berührten anderen Rechtsvorschriften. In diesem Gesetz geht es um die Weiterentwicklung der Ausbildungsberufe in der Gesundheits- und Krankenpflege, die bisher in separaten Ausbildungsgängen an verschiedenen Schulen ausgebildet wurden: die Gesundheits- und Krankenpflege, Gesundheits- und Kinderkrankenpflege sowie Altenpflege hin zu einer einzigen, ebenfalls dreijährigen Ausbildung. Die neue Berufsbezeichnung nach Abschluss der jetzt generalistischen Ausbildung lautet Pflegefachmann bzw. Pflegefachfrau. Das Pflegeberufegesetz ersetzt ab 2020 das Altenpflegegesetz von 2000, in Kraft getreten im Jahr 2003, und das Krankenpflegegesetz in der Neufassung von 2003. Das Stammgesetz enthält auch Bestimmungen für die Übergangszeiten von den alten zu der neuen Regelung. Nach einer später erfolgenden Evaluation werden die vorherigen Abschlüsse in den drei Berufen eventuell abgeschafft.
Im Juli 2017 wurde ein Gesetzgebungsverfahren abgeschlossen. Neben dem als Artikel 1 enthaltenen neuen Pflegeberufegesetz nimmt das Pflegeberufereformgesetz in mehreren anderen Gesetzen oder Rechtsverordnungen Anpassungen vor: im Krankenpflegegesetz, Altenpflegegesetz, im Dritten, Fünften und Elften Buch Sozialgesetzbuch, in der Approbationsordnung für Ärzte, im Krankenhausfinanzierungsgesetz, Krankenhausentgeltgesetz, in der Bundespflegesatzverordnung, im Bundespersonalvertretungsgesetz, Strafvollzugsgesetz, in der Verordnung über die Ausbildungsförderung für soziale Pflegeberufe, der Bundespolizei-Laufbahnverordnung, Soldatenlaufbahnverordnung, Schiffsbesetzungsverordnung, Maritime-Medizin-Verordnung und im Berufsbildungsgesetz.